# Domingo (álbum)
Domingo é o primeiro álbum de Caetano Veloso e Gal Costa.
O disco foi lançado em 1967 pela gravadora Philips. Com uma sonoridade totalmente bossa novista, marcou a estréia dos dois cantores naquela gravadora. O disco foi produzido por Dori Caymmi, (filho de Dorival), que foi convidado pelo então diretor João Araújo, pai do cantor Cazuza, para escrever os arranjos.
Ao disco pertence o primeiro grande sucesso de Gal e Caetano, "Coração Vagabundo". Mesmo não tendo sido um estrondoso sucesso, garantiu um bom reconhecimento à dupla e também foi muito aclamado por pessoas do meio musical da época, como Elis Regina, Wanda Sá, Edu Lobo, Dori Caymmi, dentre outros. A música "Minha senhora" foi defendida por Gal no Festival Internacional da Canção de 1966.

## Recepção critica
| Críticas profissionais | Críticas profissionais |
| Avaliações da crítica  | Avaliações da crítica  |
| Fonte                  | Avaliação              |
| ---------------------- | ---------------------- |
| Allmusic               | [ 3 ]                  |

Richard Mortifoglio do AllMusic descreveu o álbum como "um quieto post-bossa nova esforço caracterizando por ótimo cantoria e alguns músicas muito bom, alguns deles composta pelo próprio Caetano Veloso." Rob Arcand do Vice escreveu, "Caetano Veloso iria se torna um proponente especialmente fonte do estilo acústico do João Gilberto; sua 1967 álbum debute Domingo ofereceu uma recreação quase perfeita da voz suave e maneira de toca do nativo da Bahia, ate sua letra tinha mais haver de continua fonte em meio da incerteza política do que relaxando nas praias de Ipanema."

## Faixas
Todas as faixas escritas e compostas por Caetano Veloso, exceto onde indicado. 
| Lado A |                              |                                |         |  |
| N.º    | Título                       | Compositor(es)                 | Duração |  |
| 1.     | "Coração Vagabundo"          |                                | 2:25    |  |
| 2.     | "Onde Eu nasci Passa Um Rio" |                                | 1:59    |  |
| 3.     | "Avarandado"                 |                                | 2:45    |  |
| 4.     | "Um dia"                     |                                | 3:31    |  |
| 5.     | "Domingo"                    |                                | 1:25    |  |
| 6.     | "Nenhuma Dor"                | Caetano Veloso / Torquato Neto | 1:33    |  |

| Lado B         |                 |                              |         |  |
| N.º            | Título          | Compositor(es)               | Duração |  |
| 7.             | "Candeias"      | Edu Lobo                     | 3:11    |  |
| 8.             | "Remelexo"      |                              | 1:54    |  |
| 9.             | "Minha Senhora" | Gilberto Gil / Torquato Neto | 4:14    |  |
| 10.            | "Quem Me Dera"  |                              | 3:24    |  |
| 11.            | "Maria Joana"   | Sidney Miller                | 1:42    |  |
| 12.            | "Zabelê"        | Gilberto Gil / Torquato Neto | 2:49    |  |
| Duração total: | Duração total:  | Duração total:               | 30:52   |  |

## Ficha Técnica
- Ficha técnica Caetano Veloso para o projeto Todo Caetano / 2002
- Produção Universal Music
- Projeto e reedição dirigidos por Charles Gavin
- Supervisionado por Caetano Veloso
- Remasterizado por Ricardo Garcia no Magic Master, Rio de Janeiro, julho/ setembro de 2002
- Editado por Mauro Bianchi, Guilherme Calicchio, Sérgio Chataigner e Nelson Nuccini
- Direção artística: Max Pierre
- Direção de marketing estratégico: José Celso Guida
- Arquivo de tapes: William Tardelli
- Restauração, adaptação e rediagramação das capas e dos encartes originais dos LPs: Pós Imagem **Design
- Revisão: Dani Dias
- Coordenação gráfica: Gê Alves Pinto e Geysa Adnet